# Tambogrande: Mangos, Muerte, Minería
Tambogrande: Mangos, Muerte, Minería es una película documental peruana de 2006 dirigida por Ernesto Cabellos y Stephanie Boyd. La película documental fue seleccionada en más de 40 festivales de cine alrededor del mundo y ganó más de 20 premios. El documental ha sido censurado en una muestra en Perú el 2012 por funcionarios de la Autoridad Nacional del Agua (ANA).

## Sinopsis
Una ola de pioneros transforman un desierto en un fértil valle de mangos y limones en Tambogrande, en el distrito homónimo de la provincia de Piura en el departamento de Piura en Perú. El esfuerzo de sus vidas es amenazado cuando se descubre un yacimiento de oro bajo sus tierras.
La indignación, la violencia y un asesinato estremecen en lo que antes era un tranquilo pueblo en el norte del Perú. En medio del caos, la visión de un hombre une a los agricultores y los guía a través de un revolucionario camino de efectiva movilización pacífica.
Valerosos hombres y mujeres se enfrentan a políticos corruptos y a la poderosa industria minera de Manhattan Minerals en este relato épico donde la gente común realiza actos heroicos en tiempos de crisis social.

## Producción

### Controversia
El 20 de junio de 2012, durante el evento "Agua: un patrimonio que circula de mano en mano", organizado por la Autoridad Nacional del Agua en la ciudad de Lima, se canceló la proyección del documental "Tambogrande: mangos, muerte, minería". La película, junto con otros cinco documentales de similar temática, fue eliminada de la programación del evento y sus copias fueron decomisadas por dos funcionarios de la propia institución organizadora, sin previo aviso ni justificación. Frente a ello, diversos cineastas, comunicadores y gestores culturales se pronunciaron para expresar su rechazo a dicho acto de censura, emitiendo el comunicado: "Contra la Manipulación y la Censura: diversidad de opiniones y cultura".

## Premios, nominaciones y festivales
| Año  | Lugar                                                             | País      | Categoría/Sección                                    | Resultado | Notas |
| ---- | ----------------------------------------------------------------- | --------- | ---------------------------------------------------- | --------- | ----- |
| 2007 | Jornada Internacional de Cinema da Bahía                          | Brasil    | Premio Especial del Jurado                           | Ganador   |       |
| 2007 | Festival de Cinema Peruvien de Paris                              | Francia   | Premio Le Soleil Tournant al Mejor Documental        | Ganador   |       |
| 2007 | Festival del Cinema Latino Americano di Trieste                   | Italia    | Premio del Jurado Joven                              | Ganador   |       |
| 2008 | Festival Internacional de Cine Documental de Uruguay (Montevideo) | Uruguay   | Premio al Mejor Documental                           | Ganador   | [ 1 ] |
| 2008 | Festival Internacional de Cine de Derechos Humanos (Buenos Aires) | Argentina | Premio Fábrica de Cine al Mejor Largometraje         | Ganador   | [ 8 ] |
| 2008 | Rencontres du Cinéma Sud-Américain (Marsella)                     | Francia   | Premio Especial del Jurado de la Competencia Oficial | Ganador   | [ 9 ] |
| 2008 | Rencontres du Cinéma Sud-Américain (Marsella)                     | Francia   | Premio del Jurado Joven                              | Ganador   |       |
| 2008 | Rencontres du Cinéma Sud-Américain (Marsella)                     | Francia   | Premio del Público                                   | Ganador   |       |
| 2008 | II Festival de Cine de los Pueblos del Sur (Coro)                 | Venezuela | Premio TeleSur al Mejor Documental                   | Ganador   |       |
| 2008 | Festival Ambiental Cine Gaia (Río de Janeiro)                     | Brasil    | Premio del Público                                   | Ganador   |       |
| 2008 | Festival de Cine Ambiental (El Cairo)                             | Egipto    | Premio Nilo de Plata                                 | Ganador   |       |
| 2008 | Festival de Cine y Derechos Humanos de Buenos Aires               | Argentina | Premio del Jurado Ecuménico SIGNIS                   | Ganador   |       |
| 2008 | Festival de Cine Dignity & Work Gdánsk                            | Polonia   | Premio a Competencia Principal                       | Ganador   |       |
| 2008 | XXIV Festival de Cine de Bogotá                                   | Colombia  | Premio al documental                                 | Ganador   |       |

### Reseñas
- Sáez-González, Jesús Miguel (15 de diciembre de 2007). «Tambogrande: mangos, muerte, minería (Ernesto Cabellos y Stephane Boyd)». Vivat Academia 0 (91): 14-15-15. doi:10.15178/va.2007.91.14-15. Consultado el 2 de septiembre de 2019.
- Gil, Vladimir R. (2010-1). «Tambogrande: Mangos, Murder, Mining». Visual Anthropology (en inglés) 23 (1): 65-67. ISSN 0894-9468. doi:10.1080/08949460903369034. Consultado el 2 de septiembre de 2019.